# Eugene Shvidler
Evgeny « Eugene » Markovich Shvidler, né en 1964 à Oufa, est un homme d'affaires d'origine russe naturalisé américain. Sa fortune est estimée à 1,5 milliard de dollars et il se place à la 1511e place au classement des milliardaires mondiaux établi par le magazine Forbes en 2019.
Il fait partie de cette jeune génération montante d'hommes d'affaires russes, sans pour autant être un oligarque à proprement parler du fait de sa nouvelle nationalité, qui a profité de l'implosion de l'Union soviétique en 1991 et de la privatisation de l'industrie russe. Génie de la finance et des mathématiques, il est connu pour être le bras droit et le principal associé du milliardaire russe Roman Abramovitch, l'homme le plus riche de Russie et 16e fortune mondiale en 2007 selon le magazine Forbes.

## Jeunesse et formation
Eugene Shvidler est né à Oufa, en République de Bachkirie le 23 mars 1964. Ses parents, d'origine juive (Schwidler), étaient mathématiciens. Il est titulaire d'un diplôme de mathématiques de l'Université d'État du pétrole et du gaz et d'un MBA de l'université Fordham, obtenu en 1992. 
Shvidler est naturalisé américain en 1994.

## Carrière
Eugene Shvidler commence sa carrière à New York chez Deloitte & Touche. Il revient en Russie avec la nationalité américaine au début des années 1990. 
Il fonde sa propre société de trading dans l'industrie pétrolière, Runicom S.A., avec Roman Abramovitch. En 1995 il fait équipe avec Boris Berezovsky et ensemble ils prennent le contrôle du géant gazier russe Sibneft. Shvidler occupe le poste de vice-président au conseil d'administration du groupe jusqu'en 1998 où il devient président. En octobre 2005, Sibneft est rachetée par l'autre géant russe du gaz Gazprom.
Parallèlement Eugene Shvidler investit dans une compagnie de gestion d'actifs Millhouse et dans un géant de l'acier Evraz.

## Vie privée
Il est marié avec Zara Shvidler et a cinq enfants,.
Eugene Shvidler possède un yacht de 112 m, Le Grand Bleu, cadeau de Roman Abramovitch,. Depuis 2001, il est propriétaire d'un domaine viticole en Dordogne, le Château Thénac, qui produit 125 000 bouteilles par an, et d'une maison d'une valeur estimée de 37 millions de dollars dans la banlieue chic de Belgravia à Londres.